# Yoon Tae-Il
Yoon Tae-Il (nascut el 19 de novembre de 1964) és un exjugador d'handbol sud-coreà, que va competir als Jocs Olímpics d'Estiu de 1988.
A l'Olimpíada de 1988 hi va guanyar la medalla d'argent amb la selecció de Corea del Sud. Hi va jugar tots sis partits, com a porter.
Fou l'entrenador de la selecció nacional femenina d'handbol del Kazakhstan que va participar en el Campionat del món d'handbol femení de 2011.